# مالينا
مالينا (بالإيطالية: Malèna) فيلم كوميديا دراما، رومانسي صدر عام 2000.الفيلم من بطولة مونيكا بيلوتشي وجوزيبي سيلفارو ومن إخراج وكتابة جيوزبي تورنتوري عن قصة لوتشيانو فينسينسوني. فاز الفيلم بالجائزة الكبرى في مهرجان كابورغ السينمائي 2001.

## الحبكة
في عام 1940 في مدينة صغيرة في صقلية، في اليوم الذي كان يبلغ فيه ريناتو من العمر 12 عامًا، تحدث ثلاثة أحداث رئيسية: تشترك إيطاليا في الحرب العالمية الثانية، ويحصل على دراجة جديدة، ويرى الشابة الجميلة المعروفة باسم مالينا لأول مرة. تعيش مالينا وحدها، إذ إن زوجها يحارب البريطانيين مع القوات في أفريقيا. وبسبب جمالها ووحدتها، فإنها مصدر شهوة لجميع رجال البلدة ومصدر غيرة لجميع نسائها. تعتني مالينا بوالدها العجوز الذي يعيش وحده أيضًا، إلى أن يتلقى في أحد الأيام رسالة فيها تشويه لسمعة ابنته، فيرفض استقبالها في منزله بعد ذلك.
يغدو ريناتو مهووسًا بمالينا، يتجسس عليها في منزلها، ويطاردها حين تغادره. وليغذّي تخيلاته الجنسية عنها، يذهب إلى منزلها ويسرق قطعة من ملابسها الداخلية عن حبل الغسيل. عندما تجد والدته الثياب الداخلية في غرفته، يجن جنون أسرته ويحاولون ثنيه عن ذلك.
تتلقى مالينا نبأ مقتل زوجها، ما يضيف الأسى والحداد إلى وحدتها. تزداد الشائعات حولها، وتتعامل معها بغير حكمة من خلال السماح للضابط الجوي غير المتزوج بزيارتها بعد حلول الليل. عندما تُدان وتضطر إلى المثول أمام المحكمة، يرسل الضابط رسالة مفادها أنه لم يكن سوى صديق يزورها بين الحينة والأخرى. تؤلمها خيانته، ولكنها لا تقول شيئًا لإدانته. بعد تبرئتها، يزورها محاميها ويغتصبها في منزلها.
يقرر ريناتو أن يصبح حامي مالينا، إذ يطلب من الله والقديسين أن يحموها، ويقوم بأفعال انتقامية صغيرة ضد من يضايقها. لا يدرك أن آراءه حولها أفضل من آراء سكان البلدة بقليل، وأنه ليس لديه فكرة عمّا تشعر به مالينا نفسها.
في هذه الأثناء، تزحف الحرب إلى صقلية ويقصف الحلفاء البلدة، ما يؤدي إلى مقتل والد مالينا. تصبح مالينا في حالة من الفقر المعدم والازدراء الجماعي، ولا يوجد أي شخص على استعداد أن يقدم لها عملًا، ما يقودها إلى الغرق في الدعارة. يُسعد سكان البلدة لرؤيتها عاهرةً بدلًا من أرملة خطيرة. عندما تغزو القوات النازية البلدة ويشاهد ريناتو محبوبته مع اثنين من الجنود الألمان، يُغمى عليه. تقتنع والدته بأن ولدها مسكون من قبل الشياطين، وتأخذه إلى كاهن ليطرد هذه الأرواح الشريرة، إلا أن والده الأكثر منطقية وعملية يقرر أخذه إلى بيت دعارة في البلدة. يتخيل ريناتو مالينا بدلًا من العاهرة التي يقضي ليلته معها.
تنتهي الحرب ويغادر الألمان البلدة، وتعلو هتافات البهجة ترحيبًا بالقوات الأمريكية التي تدخل البلدة. تدخل نساء البلدة إلى الفندق ويقمن بجر مالينا بعنف، يضربنها، يمزقن ملابسها، ويقصصن شعرها. تغادر مالينا البلدة الوحشية هروبًا من مزيد من الاضطهاد. بعد بضعة أيام، يعود زوجها نينو، الذي نجا من السجن في الحرب ولكنه خسر ذراعه، ويبحث عنها. يكون النازحون قد استولوا على منزله، ويرفض الجميع إخباره بمكان زوجته. يترك له ريناتو رسالة من مجهول، يخبره فيها أن زوجته ما زالت تحبه، إلا أنها عانت الكثير ما اضطرها أن تغادر إلى بلدة ميسينا.
بعد مرور عام، يتجول نينو ومالينا في البلدة. تلاحظ نسوة البلدة أنها تبدو الآن أكثر بساطة وشجاعة. على الرغم من أنها ما زالت جميلة، فهي لم تعد مصدر تهديد. يبدأ الناس بالحديث معها وعنها بالمزيد من الاحترام: عندما تذهب إلى السوق، نفس النسوة اللواتي ضربنها يحيينها وينادينها سيدة. في طريق عودتها إلى المنزل، تسقط بعض الفاكهة من حقيبتها ويندفع ريناتو لالتقاطها. يتمنى لها حظًا سعيدًا وتبتسم له ابتسامة غامضة، وكانت تلك المرة الأولى التي ينظر فيها إلى مالينا من قرب ويتكلم معها.
يروي ريناتو المسن في نهاية الفيلم أنه التقى بالكثير من النسوة، وكثيرًا ما كان يعانقهن وكنّ يطلبن منه ألا ينساهن، إلا أنه قد نسيهن جميعًا، جميعًا عدا مالينا، وهي الوحيدة التي لا يمكن أن ينساها ما حيي.

## طاقم العمل
- مونيكا بيلوتشي في دور مادلينا سكورديا تُعرف ايضاً بمالينا
- جوزيبي سيلفارو في دور ريناتو أموروزو
- لوتشيانو فيديريكو في دور والد ريناتو
- ماتيلد بيانا في دور والدة ريناتو
- بيترو نوتاراننا في دور المدرسة بونسينوري
- غايتانو اروناسا في دور نينو سكورديا
- جيلبرتو ادونيا في دور المحامي سينتوربي
- أنجيلو بيليغرينو في دور زعيم الحزب الفاشي

## روابط خارجية
- مالينا على موقع IMDb (الإنجليزية)
- مالينا على موقع ميتاكريتيك (الإنجليزية)
- مالينا على موقع روتن توميتوز (الإنجليزية)
- مالينا على موقع نتفليكس (الإنجليزية)
- مالينا على موقع قاعدة بيانات الأفلام العربية
- مالينا على موقع ألو سيني (الفرنسية)
- مالينا على موقع Turner Classic Movies (الإنجليزية)
- مالينا على موقع أول موفي (الإنجليزية)
- مالينا على موقع بوكس أوفيس موجو (الإنجليزية)
- مالينا على موقع فيلمافينيتي (الإسبانية)